# Томас ле Диспенсер, граф Глостер
Томас ле Диспенсер (англ. Thomas le Despencer; 22 сентября 1375 — 13 января 1400), 2/6-й барон ле Диспенсер и 3-й лорд Гламорган с 1375, граф Глостер 1397—1399, сын Эдварда ле Диспенсера и Элизабет де Бергерш.

## Биография
В 1388 году Томас был посвящён в кавалеры ордена Подвязки.
В 1397 году Томас участвовал в подавлении движения лордов-апеллянтов. За это 29 сентября король передал Томасу владения казнённого герцога Глостера Томаса Вудстока с титулом графа Глостера.
После свержения короля Ричарда II новым королём стал герцог Ланкастер Генрих Болингброк (под именем Генриха IV). Новый король конфисковал у Томаса титул и владения графа Глостера. В результате недовольный новым королём Томас вступил в заговор графа Кента Томаса Холланда. Целью заговора было нападение на Виндзорский замок и захват Генриха IV, после чего заговорщики планировали вернуть трон Ричарду II. Однако заговор провалился. Томас был схвачен толпой и обезглавлен в Бристоле.
Тело Томаса похоронили в аббатстве Тьюксбери.

## Семья
Жена: с 16 апреля 1385 Констанс Йоркская (ок. 1374 — 28 ноября 1416), дочь Эдмунда Лэнгли, 1-го герцога Йорка
- Эдвард (умер во младенчестве)
- Ричард (1396 — 7 октября 1414), барон Бергерш с 1409
- Хью (ум. 1401)
- Элизабет (ок. 1398 — молодой)
- Изабель (26 июля 1400 — 27 декабря 1439); 1-й муж: с 27 июля 1411 Ричард де Бошан (ок. 1397 — 18 марта 1422), 2-й барон Абергавенни с 1411, 1-й граф Вустер с 1421; 2-й муж: с 26 ноября 1423 Ричард де Бошан (25/28 января 1382 — 30 апреля 1439), 13-й граф Уорик с 1401